# Kiến Ninh
Kiến Ninh (tiếng Trung: 建宁县, Hán Việt: Kiến Ninh huyện) là một huyện của thành phố Tam Minh (三明市), tỉnh Phúc Kiến, Cộng hòa Nhân dân Trung Hoa. Huyện này có diện tích 1705 km2, dân số 140.000 người, mã số bưu chính 354500. Huyện lỵ Kiến Ninh đóng tại trấn ? Thành (濉城镇). Huyện Kiến Ninh được chia thành 4 trấn, 11 hương và 1 hương dân tộc.

## Khí hậu
| Dữ liệu khí hậu của Kiến Ninh, elevation 342 m (1.122 ft), (1991–2020 normals, extremes 1981–present) | Dữ liệu khí hậu của Kiến Ninh, elevation 342 m (1.122 ft), (1991–2020 normals, extremes 1981–present) | Dữ liệu khí hậu của Kiến Ninh, elevation 342 m (1.122 ft), (1991–2020 normals, extremes 1981–present) | Dữ liệu khí hậu của Kiến Ninh, elevation 342 m (1.122 ft), (1991–2020 normals, extremes 1981–present) | Dữ liệu khí hậu của Kiến Ninh, elevation 342 m (1.122 ft), (1991–2020 normals, extremes 1981–present) | Dữ liệu khí hậu của Kiến Ninh, elevation 342 m (1.122 ft), (1991–2020 normals, extremes 1981–present) | Dữ liệu khí hậu của Kiến Ninh, elevation 342 m (1.122 ft), (1991–2020 normals, extremes 1981–present) | Dữ liệu khí hậu của Kiến Ninh, elevation 342 m (1.122 ft), (1991–2020 normals, extremes 1981–present) | Dữ liệu khí hậu của Kiến Ninh, elevation 342 m (1.122 ft), (1991–2020 normals, extremes 1981–present) | Dữ liệu khí hậu của Kiến Ninh, elevation 342 m (1.122 ft), (1991–2020 normals, extremes 1981–present) | Dữ liệu khí hậu của Kiến Ninh, elevation 342 m (1.122 ft), (1991–2020 normals, extremes 1981–present) | Dữ liệu khí hậu của Kiến Ninh, elevation 342 m (1.122 ft), (1991–2020 normals, extremes 1981–present) | Dữ liệu khí hậu của Kiến Ninh, elevation 342 m (1.122 ft), (1991–2020 normals, extremes 1981–present) | Dữ liệu khí hậu của Kiến Ninh, elevation 342 m (1.122 ft), (1991–2020 normals, extremes 1981–present) |
| Tháng                                                                                                 | 1 | 2 | 3 | 4 | 5 | 6 | 7 | 8 | 9 | 10 | 11 | 12 | Năm                                                                                                   |
| --- | --- | --- | --- | --- | --- | --- | --- | --- | --- | --- | --- | --- | --- |
| Cao kỉ lục °C (°F)                                                                                    | 27.9 (82.2)                                                                                           | 32.7 (90.9)                                                                                           | 32.1 (89.8)                                                                                           | 34.5 (94.1)                                                                                           | 36.4 (97.5)                                                                                           | 36.9 (98.4)                                                                                           | 40.3 (104.5)                                                                                          | 40.7 (105.3)                                                                                          | 38.0 (100.4)                                                                                          | 39.9 (103.8)                                                                                          | 32.8 (91.0)                                                                                           | 28.0 (82.4)                                                                                           | 40.7 (105.3)                                                                                          |
| Trung bình ngày tối đa °C (°F)                                                                        | 12.1 (53.8)                                                                                           | 15.0 (59.0)                                                                                           | 18.2 (64.8)                                                                                           | 24.1 (75.4)                                                                                           | 27.9 (82.2)                                                                                           | 30.3 (86.5)                                                                                           | 33.6 (92.5)                                                                                           | 33.2 (91.8)                                                                                           | 30.1 (86.2)                                                                                           | 25.7 (78.3)                                                                                           | 20.4 (68.7)                                                                                           | 14.6 (58.3)                                                                                           | 23.8 (74.8)                                                                                           |
| Trung bình ngày °C (°F)                                                                               | 6.2 (43.2)                                                                                            | 8.9 (48.0)                                                                                            | 12.4 (54.3)                                                                                           | 18.0 (64.4)                                                                                           | 22.1 (71.8)                                                                                           | 25.1 (77.2)                                                                                           | 27.4 (81.3)                                                                                           | 26.7 (80.1)                                                                                           | 23.8 (74.8)                                                                                           | 18.8 (65.8)                                                                                           | 13.4 (56.1)                                                                                           | 7.8 (46.0)                                                                                            | 17.6 (63.6)                                                                                           |
| Tối thiểu trung bình ngày °C (°F)                                                                     | 2.8 (37.0)                                                                                            | 5.2 (41.4)                                                                                            | 8.8 (47.8)                                                                                            | 14.0 (57.2)                                                                                           | 18.3 (64.9)                                                                                           | 21.6 (70.9)                                                                                           | 23.0 (73.4)                                                                                           | 22.9 (73.2)                                                                                           | 20.1 (68.2)                                                                                           | 14.6 (58.3)                                                                                           | 9.2 (48.6)                                                                                            | 3.8 (38.8)                                                                                            | 13.7 (56.6)                                                                                           |
| Thấp kỉ lục °C (°F)                                                                                   | −8.2 (17.2)                                                                                           | −5.6 (21.9)                                                                                           | −5.1 (22.8)                                                                                           | 1.9 (35.4)                                                                                            | 8.4 (47.1)                                                                                            | 12.5 (54.5)                                                                                           | 17.7 (63.9)                                                                                           | 16.8 (62.2)                                                                                           | 9.1 (48.4)                                                                                            | 1.5 (34.7)                                                                                            | −4.7 (23.5)                                                                                           | −12.8 (9.0)                                                                                           | −12.8 (9.0)                                                                                           |
| Lượng Giáng thủy trung bình mm (inches)                                                               | 82.7 (3.26)                                                                                           | 109.9 (4.33)                                                                                          | 230.5 (9.07)                                                                                          | 221.3 (8.71)                                                                                          | 277.4 (10.92)                                                                                         | 342.7 (13.49)                                                                                         | 167.3 (6.59)                                                                                          | 167.0 (6.57)                                                                                          | 76.6 (3.02)                                                                                           | 58.2 (2.29)                                                                                           | 77.3 (3.04)                                                                                           | 64.7 (2.55)                                                                                           | 1.875,6 (73.84)                                                                                       |
| Số ngày giáng thủy trung bình (≥ 0.1 mm)                                                              | 13.8                                                                                                  | 15.0                                                                                                  | 19.9                                                                                                  | 18.5                                                                                                  | 19.3                                                                                                  | 18.6                                                                                                  | 13.4                                                                                                  | 15.1                                                                                                  | 11.5                                                                                                  | 8.7                                                                                                   | 10.0                                                                                                  | 11.3                                                                                                  | 175.1                                                                                                 |
| Số ngày tuyết rơi trung bình                                                                          | 2.2                                                                                                   | 1.3                                                                                                   | 0.3                                                                                                   | 0 | 0 | 0 | 0 | 0 | 0 | 0 | 0 | 0.6                                                                                                   | 4.4                                                                                                   |
| Độ ẩm tương đối trung bình (%)                                                                        | 85 | 84 | 85 | 83 | 83 | 83 | 79 | 81 | 82 | 82 | 84 | 82 | 83 |
| Số giờ nắng trung bình tháng                                                                          | 81.3                                                                                                  | 80.3                                                                                                  | 78.7                                                                                                  | 101.6                                                                                                 | 121.1                                                                                                 | 126.1                                                                                                 | 224.8                                                                                                 | 192.0                                                                                                 | 150.9                                                                                                 | 144.2                                                                                                 | 119.4                                                                                                 | 112.3                                                                                                 | 1.532,7                                                                                               |
| Phần trăm nắng có thể                                                                                 | 25 | 25 | 21 | 26 | 29 | 30 | 54 | 48 | 41 | 41 | 37 | 35 | 34 |
| Nguồn: China Meteorological Administration                                                            | | | | | | | | | | | | | |